# International Solidarity Movement
Das International Solidarity Movement (ISM) ist eine pro-palästinensische Organisation, die 2001 unter anderem durch den Palästinenser Ghassan Andoni, die israelische Aktivistin Neta Golan und die amerikanische Staatsbürgerin palästinensischer Herkunft Huwaida Arraf gegründet wurde.

## Beschreibung
Mitgewirkt an der Gründung haben Mitglieder der christlichen Hilfsorganisation Holy Land Trust (Bethlehem) und des säkularen Center for Reapprochement between Peoples. Der amerikanische Staatsbürger israelischer Herkunft, Adam Shapiro, welcher zu den prominentesten Aktivisten der Organisation zählt, trat der ISM 2002 bei. Geführt wird die Organisation nach Angabe von Golan (2005) aus den palästinensischen Gebieten.
ISM ist hauptsächlich an amerikanischen Universitäten aktiv und orientiert sich eigenen Angaben zufolge am Prinzip des gewaltlosen Widerstandes. ISM verfügt über mehrere internationale Ableger, darunter auch in Deutschland.

## Ziele
Die Organisation richtet ihre Aktivitäten und Proteste gegen die israelische Besatzung des Westjordanlands, bestimmte Maßnahmen der Israelis – wie zum Beispiel Häuserzerstörungen – und gegen das Vorgehen von Siedlern gegen Palästinenser.
Im Wesentlichen vertritt sie eigenen Angaben zufolge vier Ziele:
- Die Lebensbedingungen der Palästinenser zu dokumentieren und die Palästinenser vor physischer Gewalt durch die israelischen Soldaten und Siedler zu bewahren.
- Druck auf die internationale Medienwelt auszuüben, um die „Rechtswidrigkeit und Brutalität der Besatzung“ darzustellen.
- Freiwillige zu rekrutieren, die am gewaltlosen Widerstand teilnehmen sollen.
- Die öffentliche Meinung so zu beeinflussen, dass Israel – das von der Organisation mit dem Apartheidsregime in Südafrika verglichen wird – unter Druck gesetzt wird.[3]

## Taktiken
Um auf die Situation der Palästinenser aufmerksam zu machen und um gegen die Maßnahmen der israelischen Armee zu protestieren, entsendet die ISM Aktivisten in die palästinensischen Gebiete, die durch nicht-militante Aktionen israelische Operationen wie die Errichtung der israelischen Sperranlage behindern.
Aktivisten des ISM begleiten zudem Palästinenser bei der Olivenernte, um gegebenenfalls Übergriffe extremistischer israelischer Siedler zu dokumentieren oder durch ihre Präsenz zu verhindern. Der Umgang israelischer Soldaten mit Palästinensern an Kontrollposten im Westjordanland wird von Angehörigen der ISM beobachtet. Aktivisten halten sich zudem in Gebäuden auf, die von der israelischen Armee zerstört werden sollen.

## Reaktionen Israels
Schon bei der Einreise nach Israel werden Personen, die im Verdacht stehen der ISM anzugehören, zurückgewiesen.
Seit 2010 wird auch die neue israelische Fremdenpolizei (Oz) in den besetzten Gebieten eingesetzt, um Aktivisten auf Grund von Visavergehen abzuschieben. Aktivisten werden in nächtlichen Aktionen aus ihren Wohnungen im palästinensischen Autonomiegebiet geholt und vor die Wahl gestellt, ihrer sofortigen Ausreise zuzustimmen oder mehrere Monate im Gefängnis zu verbringen.
- Am 11. Januar 2010 nahmen israelische Soldaten zusammen mit der Fremdenpolizei die tschechische Pressesprecherin Eva Nováková bei einer nächtlichen Razzia in Ramallah fest, brachten sie nach Israel und schoben sie ab.[5] Der Einsatz der Fremdenpolizei im palästinensischen Autonomiegebiet wurde damals noch vom Innenministerium bestritten.
- Zwei Wochen danach fand jedoch ein weiterer Einsatz der Fremdenpolizei gegen ISM-Mitglieder in Bil'in statt – mit Videobeweis.[6] Danach wurde die Fremdenpolizei angewiesen, sich an den Aktionen der Armee nicht mehr zu beteiligen.
- Am 7. Februar 2010 wurden zwei Aktivisten aus Al-Bireh ins Gefängnis Ofer bei Beitunia transportiert und dort der Fremdenpolizei übergeben. Sie wehrten sich erfolgreich beim OGH gegen ihre Abschiebung und die überhöhte Kaution.[7]

## Kritik
Im März 2003 wurde nach Angaben der israelischen Regierung ein von Israel gesuchter Angehöriger des Palästinensischen Islamischen Dschihad in einem Büro der ISM in Jenin verhaftet. ISM bezeichnete die israelischen Behauptungen als „absurd“ und die israelische Armee musste ihre Anschuldigungen zurücknehmen. Der „gesuchte Terrorist“ war laut ISM ein „verängstigter Teenager“, der während einer Razzia der israelischen Armee im ISM-Büro Schutz gesucht hatte.
Im Mai 2003 reisten eine Gruppe von ISM-Aktivisten und zwei britische Staatsbürger, welche ein Selbstmordattentat auf ein Restaurant in Tel Aviv verübten, nach Israel ein. Die ISM verurteilte das Attentat und bestritt, dass eine Verbindung zwischen den Tätern und ISM bestanden habe. ISM lehnt auf ihrer Webseite palästinensische Operationen gegen israelische Zivilisten wie Selbstmordattentate ausdrücklich ab.

## Getötete und verletzte Mitglieder von ISM
Mehrere Aktivisten der ISM, darunter Rachel Corrie und Tom Hurndall, wurden bei ihren Einsätzen getötet.
Ein israelischer Soldat, der den ISM-Aktivisten Tom Hurndall im April 2003 erschossen hatte, behauptete zunächst, Hurndall habe eine Waffe getragen. Diese Darstellung wurde von einem israelischen Militärgericht verworfen, das Vorsatz feststellte und den Soldaten im August 2005 zu acht Jahren Haft verurteilte.
Tristan Anderson, ein Aktivist aus den USA wurde am 13. März 2009 nach einer Demonstration in Ni’lin gegen den Bau der Mauer rund um die West Bank lebensgefährlich am Kopf verletzt. Er stand in einer Gruppe internationaler Aktivisten, nachdem die Demonstration offiziell beendet worden war, als ihm eine aus 60 m Entfernung abgeschossene Tränengasgranate direkt ins Gesicht traf.
Der ISM-Aktivist Akram Ibrahim Abu Sba wurde im September 2007 in Dschenin von einem Mitglied des Islamischen Dschihad erschossen.
Am 31. Mai 2010 verlor eine 21-jährige amerikanische Aktivistin, Emily Henochowicz, ihr linkes Auge, als ein Tränengaskanistor sie bei einer Demonstration nahe dem Qalandiya Checkpoint in Jerusalem traf. Ein anderer ISM-Aktivist, der Zeuge war, sagte aus, dass die israelischen Soldaten absichtlich auf Aktivisten zielten.
Am 14. April 2011 wurde der italienische Aktivist Vittorio Arrigoni von Mitgliedern einer radikalen Palästinenserorganisation entführt, die von der Hamas die Freilassung inhaftierter Gruppenmitgliedern forderten. Noch vor Ablauf des Ultimatums wurde Arrigoni ermordet. Seine Leiche wurde in einem Haus in Gaza-Stadt aufgefunden.
Am 6. September 2024 starb die 26-jährige US-türkische Aktivistin Aysenur Ezgi Eygi nach einem Kopfschuss im Rafidia-Krankenhaus in Nablus. Laut UN-Menschenrechtskommissariat wurde ihr bei einer friedlichen Demonstration gegen israelischen Siedlungsbau im Ort Beita vom israelischen Militär in den Kopf geschossen. Der türkische Präsident Erdogan sprach von einem „barbarischen Vorgehen Israels“. US-Außenminister Antony Blinken wollte zunächst den Todesfall aufklären. Er stellte aber klar: „Für mich gibt es keine höhere Priorität als die Sicherheit und den Schutz der amerikanischen Bürger, wo auch immer sie sind.“ Karine Jean-Pierre, die Sprecherin von US-Präsident Joe Biden, forderte eine Untersuchung.